# Petreanu
Petreanu – wieś w Rumunii, w okręgu Vrancea, w gminie Poiana Cristei. W 2011 roku liczyła 192
mieszkańców